# Salvatore Guidotti
Salvatore Guidotti (Napoli, 25 aprile 1836 – Napoli, 25 aprile 1903) è stato un pittore italiano.

## Biografia
Salvatore Guidotti nacque e visse a Napoli. La sua esistenza fu segnata dalla morte del padre Ferdinando nel 1848 di colera. Rimasto orfano a 12 anni con la madre Giuditta Passarelli  la sua vita fu influenzata dalla mancanza della figura paterna.
Le sue scelte non furono sempre lineari. Guidotti amava il disegno e giovanissimo intraprese prima gli studi di architettura e poi , sotto la guida di Francesco Mancini  e di Filippo Palizzi si dedicò allo studio della pittura senza tuttavia essere mai allievo dell'Istituto delle Belle Arti.
Del primo periodo dell'attività di pittore si ricordano: un Paesaggio di composizione esposto alla Mostra Borbonica del 1859. Nel 1861 espose alla Prima Esposizione Nazionale di Firenze un paesaggio storico con Ferraù, Angelica e Rinaldo. Espose ancora vedute alla Promotrice partenopea del 1862 e del 1863.
Nel 1863 incontrò la donna della sua vita, Adelaide Morvillo, figlia del notaio Raffaele,che sposerà dopo vent'anni di fidanzamento nell'aprile del 1883.Dalla loro unione nasce Raoul che ispira la biografia paterna scritta da Alfredo Schettini nel 1958. Guidotti si dedica agli studi di giurisprudenza per 6 anni. Nel 1869 torna definitivamente alla pittura ed espone un Orlando Furioso alla Esposizione solenne della Società d'Incoraggiamento delle Belle Arti a Firenze.
Il periodo tra il 1870 e il 1887 fu molto produttivo per Guidotti, che aveva studio al Corso Vittorio Emanuele 137,anche per le commissioni del sindaco di allora il Duca di San Donato .Tra le opere commissionate da questi si ricorda " Il banchetto del Duca di San Donato" un grande dipinto che celebrava un banchetto offerto al Duca con oltre 50 figure illustrate.
Altre opere che si ricordano sono: "Sulla via di Camaldoli in Napoli" e "Ciociara" esposte a Firenze nel 1875, "Una rosa fra le spine" e "La caccia alle farfalle", presentate a Napoli nel 1877. Espose senza interruzione alla Promotrice Salvator Rosa di Napoli dal 1880 al 1902 e a Genova dal 1875 al 1887.
Nel 1883 presentò a Roma "La visita alla dogana". Fu professore di disegno alle scuola serale di San Giovanni a Carbonara e amico di Gioacchino Toma. Morì il 25 aprile del 1903.